# Kerstin Gier
Pour les articles homonymes, voir Gier.
Œuvres principales
- Trilogie des gemmes
  - Rouge rubis (2009)
  - Bleu saphir (2010)
  - Vert émeraude (2010)
- Trilogie Silver

Traduit de l'allemand par Nelly Lemaire (2016,2017,2017)
Kerstin Gier, née en octobre 1966 à Bergisch Gladbach en Allemagne, est une auteure allemande de romans fantastiques. Elle est principalement connue pour son roman Rouge rubis, premier volet de la Trilogie des gemmes, traduit en français par Nelly Lemaire.

## Œuvres

### Trilogie des gemmes
1. Rouge rubis, Milan, 2011 ((de) Rubinrot, Arena, 2009), trad. Nelly Lemaire, 416 p.  (ISBN 978-2745945471)
2. Bleu saphir, Milan, 2011 ((de) Saphirblau, Arena, 2010), trad. Nelly Lemaire, 384 p.  (ISBN 978-2745954817)
3. Vert émeraude, Milan, 2012 ((de) Smaragdgrün, Arena, 2010), trad. Nelly Lemaire, 425 p.  (ISBN 978-2745954831)

### Trilogie Silver
1. Silver : Livre premier, Milan, 2015 ((de) Das erste Buch der Träume, Fischer, 2013), trad. Nelly Lemaire, 352 p.  (ISBN 978-2745968234)
2. Silver : Livre deuxième, Milan, 2016 ((de) Das zweite Buch der Träume, Fischer, 2014), trad. Nelly Lemaire, 384 p.  (ISBN 978-2745968241)
3. Silver : Livre troisième, Milan, 2016 ((de) Das dritte Buch der Träume, Fischer, 2015), trad. Nelly Lemaire, 384 p.  (ISBN 978-2745968258)

### Kleinserien
1. (de) Die Braut sagt leider nein, 1998
2. (de) Ein unmoralisches Sonderangebot, 2008

### Judith Raabe
1. (de) Männer und andere Katastrophen, 1996
2. (de) Fisherman's Friend in meiner Koje, 1998

### Mütter-Mafia
1. (de) Die Mütter-Mafia, 2005
2. (de) Die Patin, 2006
3. (de) Gegensätze ziehen sich aus, 2009
4. (de) Die Mütter-Mafia und Friends, 2011

### Romans indépendants
- (de) Die Laufmasche. 17 gute Gelegenheiten, den Traummann zu verpassen, 1997
- (de) Lügen, die von Herzen kommen, 2007
- (de) Für jede Lösung ein Problem, 2007
- (de) Ach, wär ich nur zu Hause geblieben, 2007
- (de) Ehebrecher und andere Unschuldslämmer, 2007
- (de) In Wahrheit wird viel mehr gelogen, 2009
- (de) Jungs sind wie Kaugummi - süß und leicht um den Finger zu wickeln, 2009
- (de) Auf der anderen Seite ist das Gras viel grüner, 2011

- Le château des brumes, 2017

### Romans indépendants publiés sous le nom Jule Brand
- (de) Ein Single kommt selten allein, 1996
- (de) Liebe im Nachfüllpack, 1996
- (de) So angelt man sich einen Typ, 1997
- (de) 3 Männer sind einer zuviel, 1997
- (de) Lügen haben schöne Beine, 1998
- (de) Sex zu zweit, das geht zu weit, 1999
- (de) Herrchen gesucht, 1997
- (de) Sag nicht, ich hätte dich nicht gewarnt!, 1997
- (de) Küsse niemals deinen Boss, 1997
- (de) Macho verzweifelt gesucht, 1998
- (de) Gigolo im Handgepäck, 1998
- (de) Herzattacken, 1998
- (de) Schluss mit lustig, 1999
- (de) Zur Hölle mit den guten Sitten!
- (de) Sektfrühstück mit einem Unbekannten, 1999
- (de) Der Teufel und andere himmlische Liebhaber, 2001

### Romans indépendants publiés sous le nom Sophie Bérard
- (de) Lavendelnächte. Provence-Roman, 2001
- (de) Vom Himmel ins Paradies. Provence-Roman, 2002